# Едлинск
Едлинск (пол. Jedlińsk) — село в одноимённой волости Мазовецкого воеводства Радомского уезда Польши. Административный центр гмины Едлиньск. Население села в 2011 году составляло 1740 человек.

## История
Название данного населённого пункта происходит от польского слова Jodła, буквально — пихта. Первые летописные упоминания о нём относятся к XV веку. Исстари это село, расположенное на берегу реки Радомки славилось раками, потому и на гербе Едлинска изображен рак.

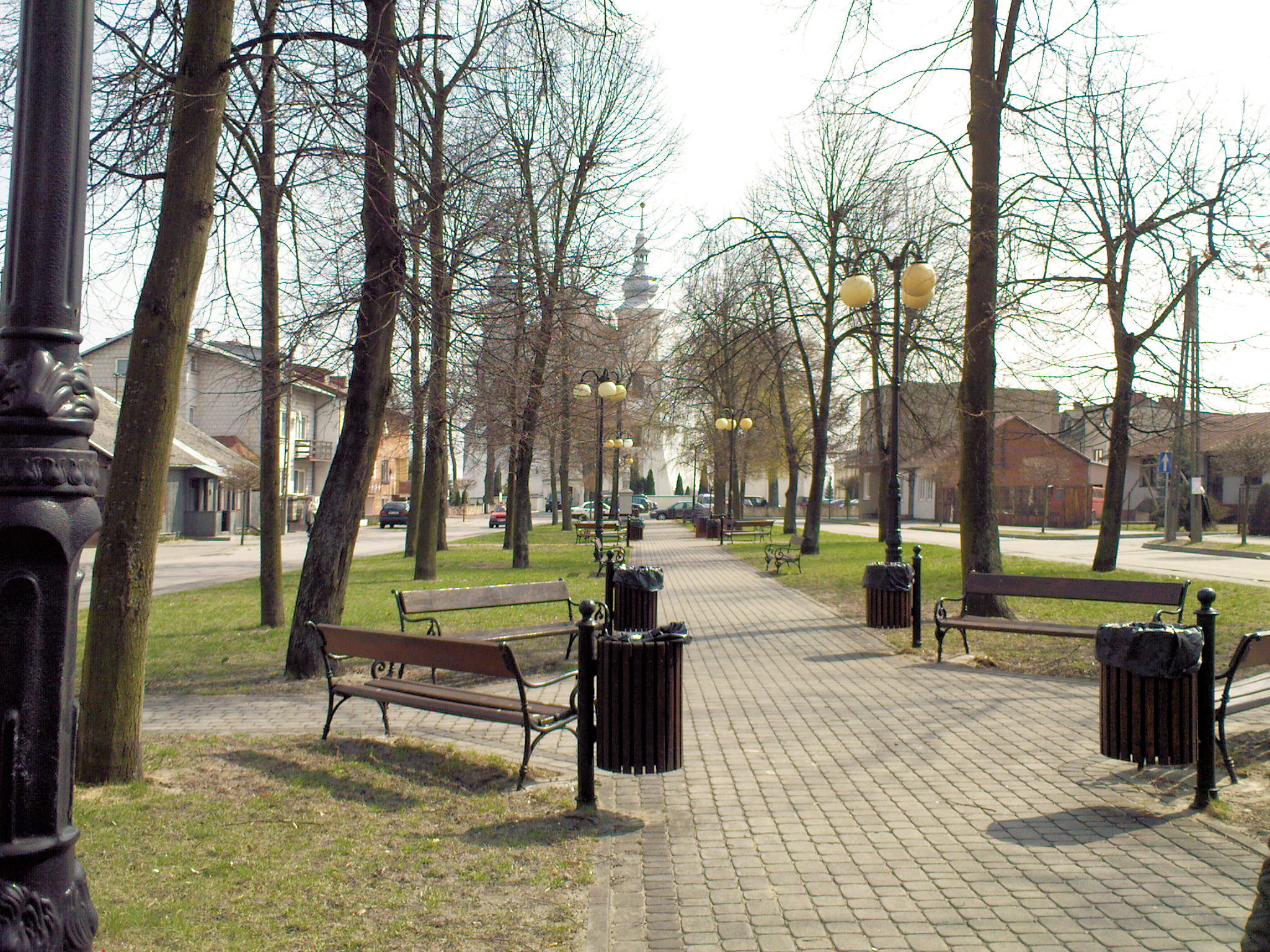
Аллея

В 1794 году, во время восстания на территории Речи Посполитой, в селе расквартировывался Тадеуш Костюшко, который этим восстанием и руководил.
В 1809 году, в ходе войны Варшавского герцогства с Австрией, село Едлинск стало местом битвы австрийских войск с профранцузскими силами Варшавского герцогства.
В 1890 году село существенно пострадало от сильного пожара.
Пользуясь издавна правом свободного проживания, еврейское население села состояло в 1856 году из 267 душ (христиан было 621); в 1897 году число жителей Едлинска составляло 1361 человек, из них 622 еврея. Во время Немецкой оккупации Польши в 1939—1945 гг., в ходе Второй мировой войны, в результате Холокоста еврейской диаспоре города был нанесен невосполнимый урон.
Одной из главных достопримечательностей села является Костёл апостолов Петра и Андрея основанный в середине XVII века Станиславом Витовским, кастеланом Бжезины и возведенный усилиями его сына Станислава, кастеллана Сандомирского.

## Фотогалерея

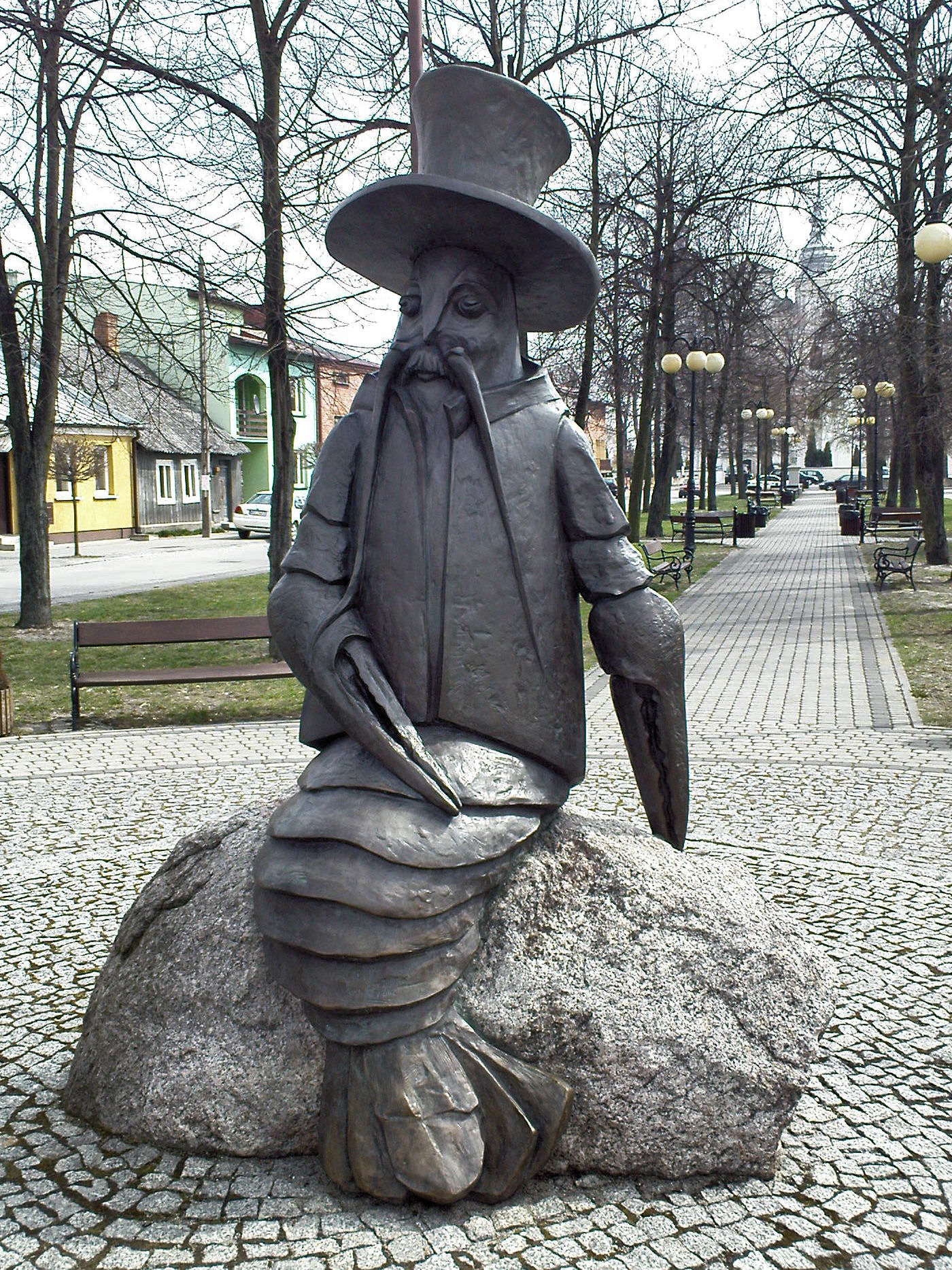
Памятник раку
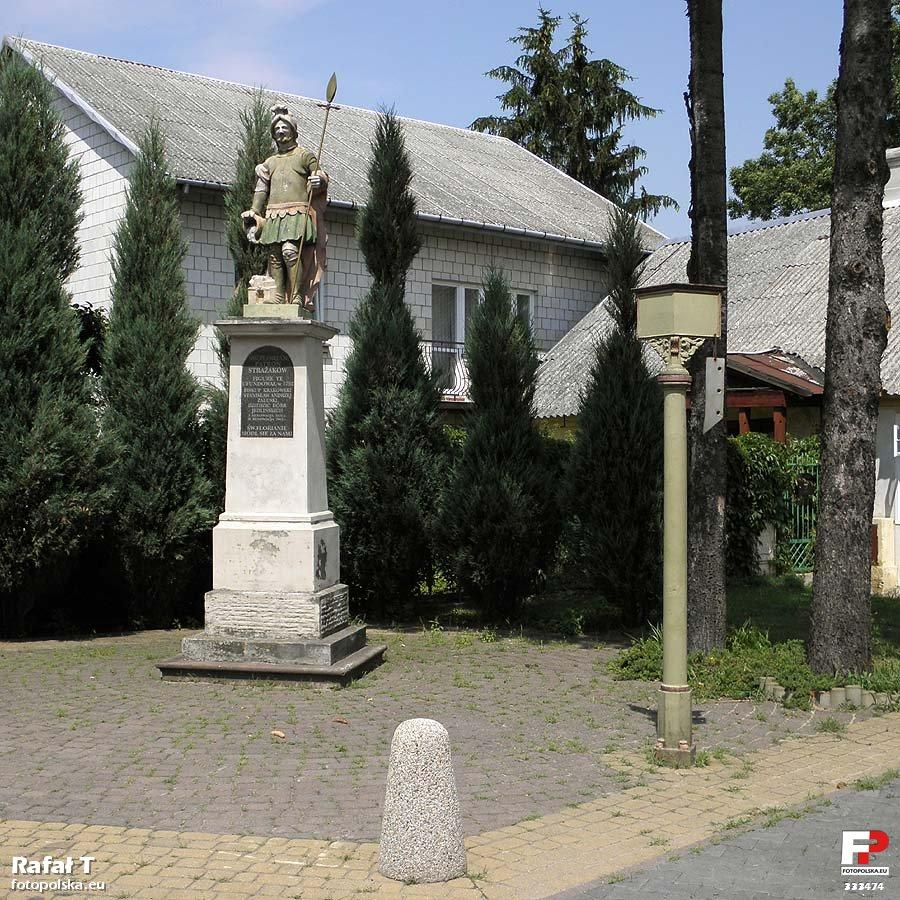
[описание?]
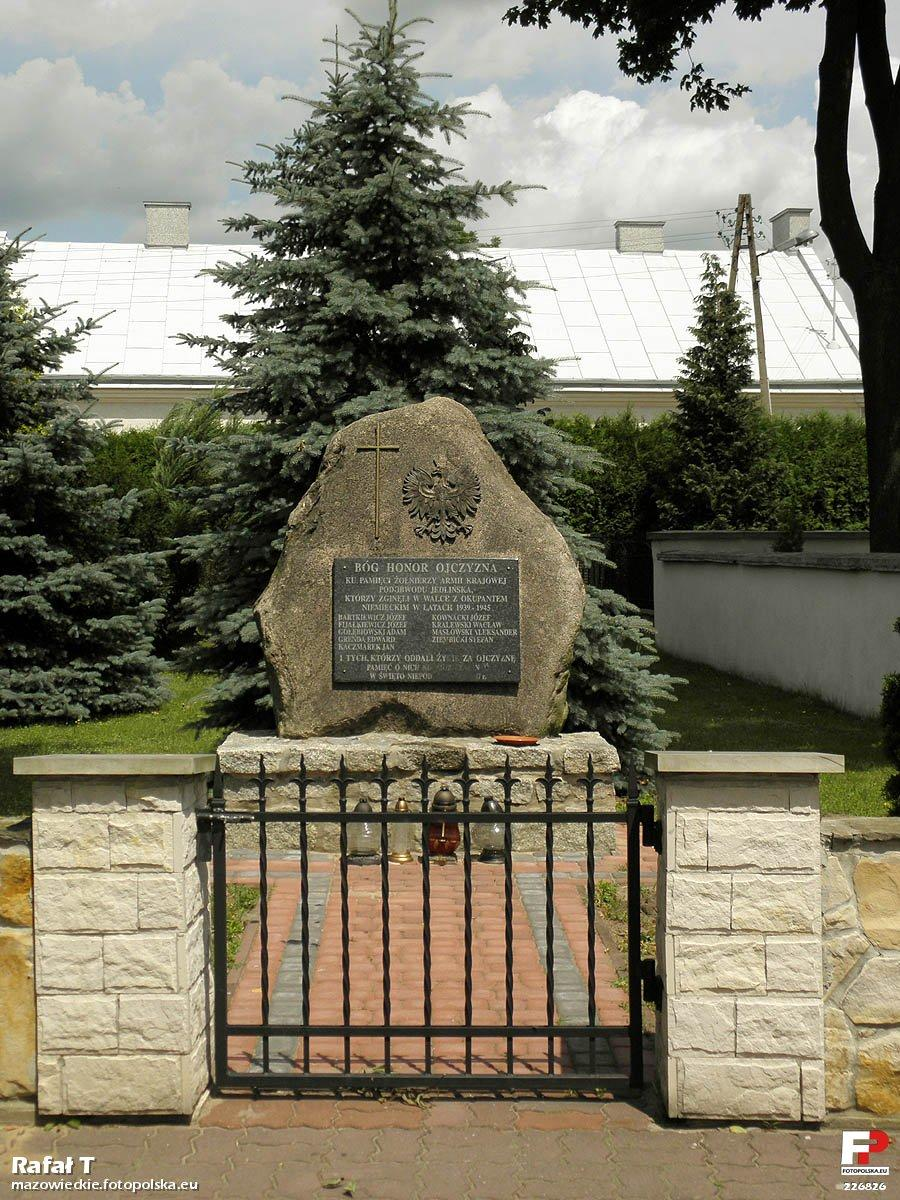
[описание?]
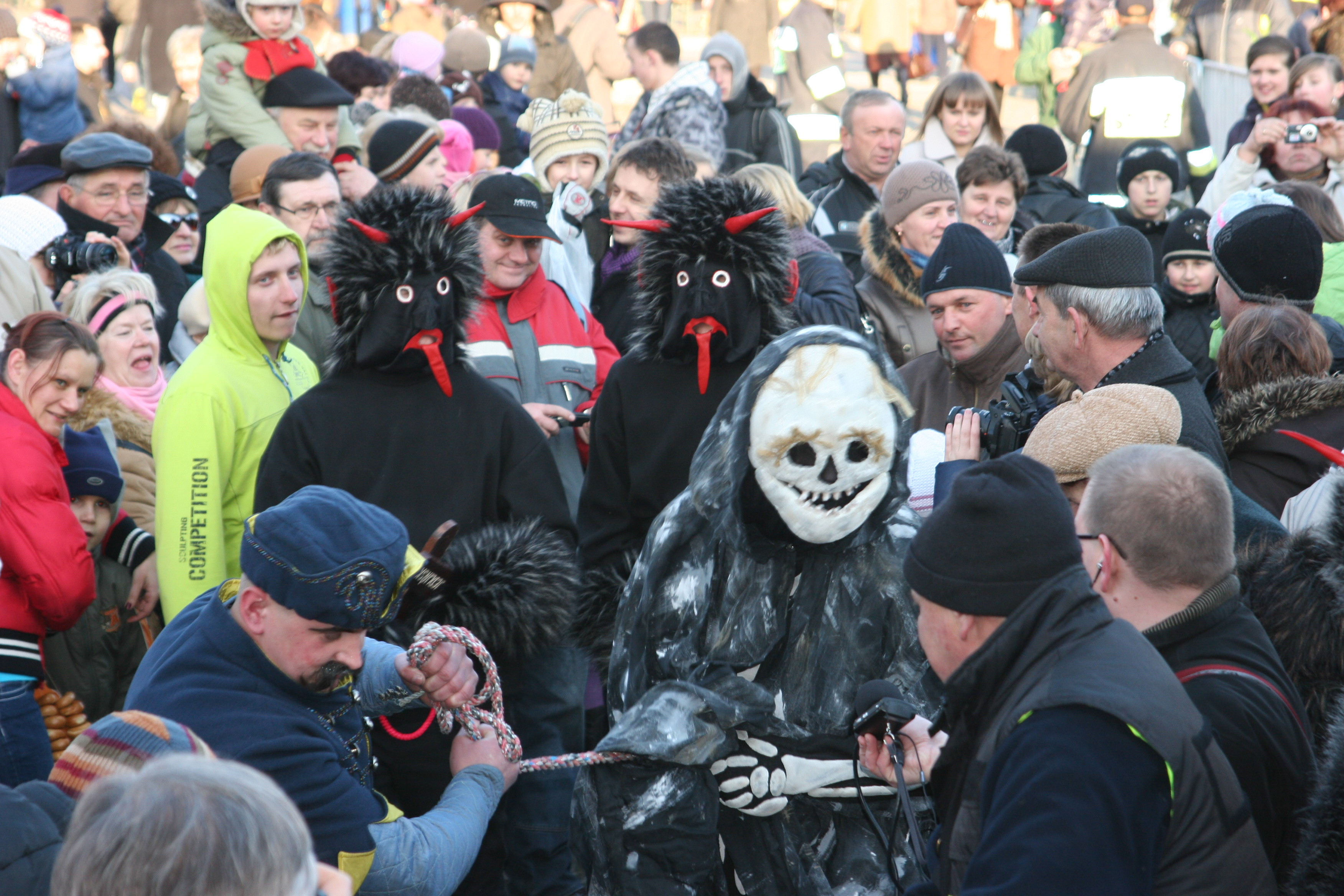
«Обезглавливание смерти»